# سیارک ۱۹۴۶۷
سیارک ۱۹۴۶۷ (به انگلیسی: 19467 Amandanagy، نامگذاری:1998HU39) نوزده هزار و چهارصد و شصت و هفتمین سیارک کشف شده‌است که در ۲۰ آوریل ۱۹۹۸ کشف شد.
قدر مطلق سیارک برابر ۱۴.۸ است.